# Marysville (Kansas)
Marysville és una població dels Estats Units a l'estat de Kansas. Segons el cens del 2000 tenia 3.271 habitants.

## Demografia
Segons el cens del 2000, Marysville tenia 3.271 habitants, 1.437 habitatges, i 865 famílies. La densitat de població era de 387,4 habitants/km².
Dels 1.437 habitatges en un 26,9% hi vivien nens de menys de 18 anys, en un 51,1% hi vivien parelles casades, en un 6,5% dones solteres, i en un 39,8% no eren unitats familiars. En el 36,5% dels habitatges hi vivien persones soles el 20,2% de les quals corresponia a persones de 65 anys o més que vivien soles. El nombre mitjà de persones vivint en cada habitatge era de 2,19 i el nombre mitjà de persones que vivien en cada família era de 2,87.
Per edats la població es repartia de la següent manera: un 22,7% tenia menys de 18 anys, un 7,1% entre 18 i 24, un 24,6% entre 25 i 44, un 22,2% de 45 a 60 i un 23,4% 65 anys o més.
L'edat mediana era de 42 anys. Per cada 100 dones de 18 o més anys hi havia 85,3 homes.
La renda mediana per habitatge era de 31.250 $ i la renda mediana per família de 40.427 $. Els homes tenien una renda mediana de 28.065 $ mentre que les dones 18.063 $. La renda per capita de la població era de 19.196 $. Entorn del 5,7% de les famílies i el 8,5% de la població estaven per davall del llindar de pobresa.

## Poblacions més properes
El següent diagrama mostra les poblacions més properes.